# Sierskowola
Sierskowola – wieś w Polsce położona w województwie lubelskim, w powiecie ryckim, w gminie Ryki.
W latach 1975–1998 miejscowość należała administracyjnie do ówczesnego województwa lubelskiego.
Wieś jest sołectwem w gminie Ryki. Według Narodowego Spisu Powszechnego z roku 2011 wieś liczyła 451 mieszkańców.
Położona przy trasie Warszawa – Lublin. Na terenie wsi znajduje się kaplica z ok. 1985 roku oraz dwa stawy turystyczne, na jej obrzeżach niemiecki schron podziemny. Przez wieś przepływa niewielka rzeka Zalesianka.
Wierni Kościoła rzymskokatolickiego należą do parafii Wniebowzięcia Najświętszej Maryi Panny w Żabiance.

## Historia
Metryka wsi sięga XVI wieku. W 1564 roku wieś, wówczas nazywana Sierska Wola, wymieniona była w składzie starostwa stężyckiego, następnie ryckiego. Według registru poborowego powiatu stężyckiego z roku 1569 wieś Sierska Wola, w parafii Ryki, miała 10 i pół łana kmiecego, 4 zagrodników, 1 komornika i 1 rzemieślnika (Pawiński, Małopolska, 339).
W wieku XIX – Sierskowola stanowiła wieś, folwark i kolonię tej nazwy w powiecie garwolińskim, gminie Ryki, parafii Żabianka. W roku 1889 liczyła 50 domostw zamieszkałych przez 293 mieszkańców. Folwark posiadał rozległość 120 mórg, należał do dóbr Ryki. Według noty słownika „Gleba tu piaszczysta, 2 stawy zarybione, młyn wodny”. Kolonia Sierskowola posiadała 31 mórg rozległości, nie było budowli, należała do dóbr Dęblin. Na wieś przypada około 550 mórg włościańskich.
W 1827 roku wieś liczyła 31 domów i 248 mieszkańców.